# Henry Honiball
Henry William Honiball (KwaZulu-Natal, 1 de diciembre de 1965) es un exjugador sudafricano de rugby que se desempeñaba como apertura.

## Selección nacional
Debutó con los Springboks por primera vez en 1993 y jugó irregularmente con ellos hasta su retiro internacional en 1999. En total jugó 35 partidos y marcó 156 puntos.

## Participaciones en Copas del Mundo
Disputó una sola Copa del Mundo; Gales 1999 donde jugó ante los All Blacks siendo vital en la victoria contra ellos. Se retiró de la selección una vez terminado el torneo.
| Mundial                       | Sede  | Resultado     | PJ | Pts |
| ----------------------------- | ----- | ------------- | -- | --- |
| Copa Mundial de Rugby de 1999 | Gales | Tercer puesto | 2  | 11  |

## Palmarés
- Campeón del Rugby Championship de 1998.
- Campeón de la Currie Cup de 1992, 1995 y 1996.